# Tredje franska republiken
Tredje republiken (franska: Troisième République) kallas den period i Frankrikes historia som sträcker sig mellan Andra franska kejsardömets kollaps (1870) och Nazitysklands invasion (1940). Tredje republiken hade ett parlamentariskt system och var en enhetsstat. 
Republiken kom att upprättas som en följd av nederlaget i det fransk-tyska kriget, varvid kejsar Napoleon III tvingades bort från tronen och en tillfällig regering, Nationella försvarsregeringen, tog över makten. Efter att först ha övervägt en konstitutionell monarki, etablerades slutligen en republik och ämbetet republikens president inrättades. 
Under loppet av året 1875 antogs de konstitutionella lagarna om rikets styre. Presidenten förklarades för den verkställande maktens ansvarige chef men skulle endast få utöva sina regeringsrättigheter genom ministrar, som var ansvariga inför kamrarna i parlamentet. Rättigheten att upplösa andra kammaren medgavs presidenten endast om första kammaren (senaten) gav sitt bifall. Deputeradekammaren, som räknade 738 medlemmar, skulle för en tid av fyra år väljas efter allmän och lika (manlig) rösträtt genom direkta och slutna val. Av senatens 300 medlemmar skulle tre fjärdedelar för nio år utses av departementens general- och arrondissementsråd under deltagande av inom desamma röstberättigade senatorer och deputerade samt av en vald representant för varje kommun; den återstående fjärdedelen skulle utses genom kooptation. Deputeradekammaren och senaten bildade tillsammans kongressen och hade att i gemensamt sammanträde välja presidenten och besluta om författningsändringar.
Presidentämbetet kom dock snart att bli svårt försvagat och hela perioden kom för övrigt att karaktäriseras av svaga regeringar med ständiga regeringsombildningar som följd. Regeringarna leddes av en konseljpresident (Président du Conseil).
Tidsperioden utmärktes av en mycket snabb expansion av det franska kolonialväldet, vilket blev det näst största i världen efter det brittiska. Detta ledde bland annat till den så kallade Fashodakonflikten 1898, då franska och brittiska intressen kolliderade i Sudan och krig hotade. Efter att ha undvikit ett kolonialkrig mot Storbritannien, skedde ett närmande länderna emellan vilket slutligen resulterade i en allians, L’Entente Cordiale  (”den hjärtliga alliansen”). Således kom Frankrike och Storbritannien att stå på samma sida när det första världskriget bröt ut (1914).
Andra viktiga händelser under den tredje republiken var Dreyfusaffären, kapten Dreyfus anklagades av armén för att ha gett hemligheter till Tyskland. Frankrike splittrades mellan de som försvarade Dreyfus och de som menade att han måste dömas skyldig för att försvara arméns heder. Dreyfusaffären lämnade djupa spår.  
En historiskt viktig reform som genomfördes var separationen mellan staten och kyrkan från år 1905.

## Efter första världskriget
Tredje republiken kom att överleva och segra i första världskriget, fast efter fruktansvärda förluster i människoliv. Det politiska systemet var dock även i fortsättningen svagt och kaotiskt och till slut genuint impopulärt i de flesta läger. Upploppet i Paris den 6 februari 1934, bl.a. Action française deltar. År 1936 segrar folkfronten, socialister och radikala. Léon Blum blev statsminister, en socialist, en jude och en dreyfusard. Arbetarvänlig regering, 40 timmars arbetsvecka införs, betald ledighet. Léon Blum skrev i sina memoarer att han upplevde den 6 februari 1934 som det största hotet republiken hade haft (Mémoires:la prison et le procès, à l'échelle humaine 1940-1945, Albin Michel, 1955). 
Den tyska invasionen västerut, som inleddes den 10 maj 1940, blottlade slutligen Frankrikes instabilitet; och trots att den franska armén numerärt var starkare än den tyska, så var nederlaget ett faktum inom ett par veckor. Statsminister Paul Reynaud avgick, president Lebrun nämnde Pétain till ny statsminister den 16 juni. Pétain undertecknade ett vapenstillestånd med tyskarna. Norra och västra Frankrike blev ockuperat. Pétain blev statschef, parlamentet (deputeradekammaren och sensten) blev nedlagt efter att majoriteten röstade att ge Pétain fullmakt den 10 juli 1940.
När Frankrike befriats och andra världskriget avslutats, samlades under 1946 en konstitutionell kommitté vilken tog fram ett förslag till ny konstitution. Detta gav upphov till den fjärde republiken, som upprättades i december 1946.